# Gérard Périot
Gérard Périot (ur. około 1932 roku) – francuski podróżnik, autor relacji z podróży do Liberii, gdy był dziewiętnastolatkiem Przez noc wielkich drzew (Dans la nuit de grands arbres, 1959; wyd. polskie w serii Naokoło świata, 1964, tłum. Zbigniew Stolarek).
Wybrał się, z ciekawości, w najgłębsze lasy tego niepodległego kraju i po aresztowaniu z trudem się z niego wydostał. Przebył 1500 mil pieszo w dżunglach południowo-wschodniej Liberii (regiony Juarzon i Jedepo) od września 1951 roku do marca 1952 roku. Reportaż ten przetłumaczono także na angielski, w 1960 roku, popularny był w Czechach.
Inna jego książka to Deuxième classe en Algérie (1962). W Algierii był francuskim żołnierzem, szeregowcem z poboru od lipca 1958 roku do początku 1961 roku w 14. batalionie strzelców. Pod rozkazami pułkownika Bigearda pacyfikował autonomiczny rejon Berthelot (dziś Youb) w okolicach miasta Sa’ida w północno-zachodniej części kraju, gdzie partyzantka była bardzo aktywna. W książce przedstawił stronę francuską w dość negatywnym świetle: stosowanie tortur, słabe morale szeregowców, słabe wyżywienie, chaotyczna taktyka, oficerowie zainteresowani bardziej medalami i pieniędzmi niż pacyfikacją Algierii, kontakt z rodziną raz na rok. W roku 1963 pisał do "Paris Matcha" o niezadowoleniu na uniwersytetach, w tym strajkach z grudnia 1963 roku dotyczących czynszów.